# بن آرونویتچ
بن آرونویتچ (انگلیسی: Ben Aaronovitch؛ زادهٔ فوریه ۱۹۶۴ (۶۱ سال)) یک نویسنده و فیلم نامه نویس بریتانیایی است. او نویسنده سری رمان‌های رودخانه‌های لندن است. او همچنین دو سریال از مجموعه سریال دکتر هو در اواخر سال ۱۹۸۰ را نیز بر عهده داشت.